# Rap Battle (chaine YouTube de CharliePlays)
 (mars 2025).
Motif : Absence de sources
- Archive Wikiwix
- Bing
- Cairn
- DuckDuckGo
- E. Universalis
- Gallica
- Google
- G. Books
- G. News
- G. Scholar
- Persée
- Qwant
- (zh) Baidu
- (ru) Yandex
- (wd) trouver des œuvres sur Wikidata

| 1. | Préciser le motif de la pose du bandeau. | Précisez le motif de la pose du bandeau en utilisant la syntaxe suivante : {{admissibilité à vérifier\|date=juillet 2025\|motif=remplacez ce texte par le motif}}                                                |
| 2. | Informer les utilisateurs concernés.     | Pensez à avertir le créateur de l'article, par exemple, en insérant le code ci-dessous sur sa page de discussion : {{subst:avertissement admissibilité à vérifier\|Rap Battle (chaine YouTube de CharliePlays)}} |

Pour des articles plus généraux, voir Epic Rap Battles of History et Imitations et parodies d'Epic Rap Battles of History.
 (avril 2024).
 (avril 2024).
Rap Battle fait partie des nombreuses imitations et parodies d'Epic Rap Battles of History.

## Saison? (2011 - en cours de production)
| no | Ép. | Titre                                                                    | Date d'exposition | Durée (min:s) | Vues (Mio) | Compétiteurs et autres protagonistes présents | Lien |
| -- | --- | ------------------------------------------------------------------------ | ----------------- | ------------- | ---------- | --- | ---- |
| 1  | 1   | Google vs. Bing                                                          | 11 avril 2011     | 2:01          | 1,66       | Deux moteurs de recherches s'affrontent dans cet épisode : Google (?), le célèbre site-web écrit une phrase à Bing (?), son concurrent. |      |
| 2  | 2   | Charlie Sheen vs. Rebecca Black                                          | 8 mai 2011        | 3:03          | 1,48       | Rebecca Black (?), la chanteuse pop américaine contre Charlie Sheen (?), l'acteur, scénariste et producteur de cinéma américain. |      |
| 3  | 3   | Justin Bieber vs. Santa Clause                                           | 15 mai 2011       | 3:28          | 3,47       | Le chanteur pop canadien Justin Bieber (?), contre le Père Noël (?), le personnage imaginaire de Noël. |      |
| 4  | 4   | Jack Sparrow vs. Harry Potter                                            | 5 juin 2011       | 2:18          | 9,19       | Jack Sparrow (?), le capitaine de la saga Pirates des Caraïbes pointe son épée à Harry Potter (?), le sorcier de Poudlard de la saga Harry Potter. |      |
| 5  | 5   | Mickey Mouse vs. Bill Clinton                                            | 30 juin 2011      | 2:21          | 19,0       | La célèbre mascotte de Disney, Mickey Mouse (?), contre le quarante-deuxième président Bill Clinton (?). |      |
| 6  | 6   | Michael Vick vs. The Joker                                               | 20 août 2011      | 1:53          | 1,15       | Michael Vick (?), le Joueur de football américain contre le Joker (?), le clown psychopathe de Gotham City, célèbre pour ses farces sanglantes. |      |
| 7  | 7   | Willy Wonka vs. Ronald McDonald                                          | 21 septembre 2011 | 2:15          | 3,94       | Ronald McDonald (?), le clown et l'ambassadeur de McDonald's en remonte à Willy Wonka (?), le chocolatier américain. |      |
| 8  | 8   | The Grinch vs. Shrek                                                     | 2 novembre 2011   | 2:46          | 1,36       | Le Grinch (?), le monstre qui déteste Noël contre Shrek (?), l'ogre de la saga de même nom. À la fin du battle, L'Âne, vient aider Shrek à terminer le battle. |      |
| 9  | 9   | Barack Obama vs. Osama Bin Laden                                         | 28 novembre 2011  | 2:32          | 8,91       | Le président démocrate Barack Obama (?), contre Oussama Ben Laden (?), le djihadiste saoudien. |      |
| 10 | 10  | Eminem vs. M&M                                                           | 24 décembre 2011  | 2:24          | 9,9        | Eminem (?), l'acteur, producteur, compositeur, chanteur et rappeur américain contre Jaune et Rouge (?), les mascottes de M&M's. |      |
| 11 | 11  | Spiderman vs. Captain Hook                                               | 28 décembre 2011  | 2:48          | 29,9       | Capitaine Crochet (?), le pirate fictif contre Spider-Man (?), le héros de la ville. |      |
| 12 | 12  | Snape vs. Lord Voldemort                                                 | 13 février 2012   | 2:47          | 2,03       | Deux personnages de même univers s'affrontent dans cet épisode : Severus Rogue (?), le directeur de Poudlard contre Voldemort (?), son pire ennemi. |      |
| 13 | 13  | Jeremy Lin vs. Tim Tebow                                                 | 4 mars 2012       | 3:22          | 76,2       | Tim Tebow (?), le Joueur de football américain contre Jeremy Lin (?), le joueur de basket-ball. |      |
| 14 | 14  | Katniss vs. Hermione                                                     | 4 avril 2012      | 2:15          | 22,0       | Hermione (?), la petite amie de Harry et Ron, l'élève du professeur Dumbledore de la saga Harry Potter contre Katniss (?), la femme de Peeta et la petite amie de Gale et Effie la responsable du jeu de la saga Hunger Games. | (?)  |
| 15 | 15  | Eli Manning vs. Peyton Manning                                           | 16 avril 2012     | 2:21          | 87,5       | Deux frères de même nom de famille s'opposent dans cet épisode : Eli Manning (?), le joueur de football américain affronte son frère (?), l'autre joueur de football américain. |      |
| 16 | 16  | Willy Wonka vs. Ronald McDonald 2                                        | 23 avril 2012     | 2:29          | 12,0       | Ronald McDonald (?), le clown et l'ambassadeur de McDonald's en remonte à Willy Wonka (?), le chocolatier américain. Se dispute une deuxième fois. |      |
| 17 | 17  | The Giant Battle                                                         | 3 juin 2012       | 3:47          | 67,6       | Google, Bing, Rebecca Black, Charlie Sheen, Justin Bieber, Père Noël, Jack Sparrow, Harry Potter, Mickey Mouse, Bill Clinton, Michael Vick, Joker, Ronald McDonald, Willy Wonka, Le Grinch, Shrek, Barack Obama, Oussama Ben Laden, Eminem, Jaune et Rouge, Capitaine Crochet, Spider-Man,Severus Rogue, Voldemort, Tim Tebow, Jeremy Lin, Hermione, Katniss, Eli Manning, et son frère ajoute leurs paroles pour une ultime bataille. |      |
| 18 | 18  | Romeo & Juliet vs. Shaggy & Scooby                                       | 1er juillet 2012  | 2:13          | 40,9       | Sammy Rogers (?), et Scooby-Doo (?), les héros de la franchise de même nom contre Roméo Montaigu et Juliette Capulet (?), le couple romantique de la tragédie de William Shakespeare. |      |
| 19 | 19  | Bear Grylls vs. Gordon Ramsay                                            | 10 juillet 2012   | 2:39          | 30,3       | Bear Grylls (?), l'alpiniste, aventurier et écrivain anglais contre Gordon Ramsay (?), le star écossais des émissions télévisées MasterChef et Cauchemar en cuisine. |      |
| 20 | 20  | Will Ferrell vs. Jack Black                                              | 26 juillet 2012   | 2:32          | 36,7       | Will Ferrell (?), l'acteur, humoriste, scénariste et producteur de cinéma américain contre Jack Black (?), l'acteur, chanteur, compositeur, producteur musical, humoriste et scénariste américain. |      |
| 21 | 21  | Willy Wonka vs. Ronald McDonald 3                                        | 20 octobre 2012   | 2:00          | 51,3       | Ronald McDonald (?), le clown et l'ambassadeur de McDonald's en remonte à Willy Wonka (?), le chocolatier américain. Se dispute une troisième fois. |      |
| 22 | 22  | Robert Griffin III vs. Andrew Luck                                       | 18 décembre 2012  | 3:26          | 42,7       | Deux joueurs de football américain s'affrontent dans cet épisode : Andrew Luck (?), le Joueur de football américain passe le ballon à Robert Griffin III (?), l'autre joueur de football américain. Pendant le battle, Tom Brady (?), repasse le ballon aux deux joueurs. |      |
| 23 | 23  | Xbox 360 vs. Playstation 3                                               | 2 avril 2013      | 2:14          | 43,4       | Deux consoles de la septième génération s'opposent dans cet épisode : La PS3 (?), la console de la famille des PS contre la Xbox 360 (?), la console de la famille des Xbox. |      |
| 24 | 24  | LeBron James vs. Kobe Bryant                                             | 8 juin 2013       | 2:33          | 84,2       | Deux joueurs de basket-ball s'affrontent dans cet épisode : Kobe Bryant (?), le Joueur de basket-ball passe le ballon à LeBron James (?), le king du basket-ball. |      |
| 25 | 25  | Xbox One vs. Playstation 4                                               | 15 juin 2013      | 2:55          | 94,6       | Deux consoles de la huitième génération s'opposent dans cet épisode : La PS4 (?), la console de la famille des PS contre la Xbox One (?), la console de la famille des Xbox. Pendant le battle, la N64 (?), vient engueuler les consoles. |      |
| 26 | 26  | The Social Network Brawl                                                 | 27 juin 2013      | 1:51          | 31,1       | Les réseaux sociaux : Facebook (?), Twitter (?), Myspace (?), Google+ (?), Youtube (?), Pinterest (?), Instagram (?), et Vine (?). Se bagarrent pour voir, qui aura le plus d'utilisateur. |      |
| 27 | 27  | Donald Trump vs. Hillary Clinton                                         | 1er juillet 2016  | 2:07          | 49,9       | Les finalistes de l'élection présidentielle des États-Unis en 2016 débattent une ultime fois : le candidat républicain Donald Trump (?) contre la candidate démocrate Hillary Clinton (?). |      |
| 28 | 28  | Golden State Warriors vs. Cleveland Cavaliers (2017 NBA Finals Edition!) | 3 juin 2017       | 2:24          | 3,8        | Deux clubs de basket-ball s'affrontent dans cet épisode : les Cavaliers de Cleveland (?), célèbre franchise de basket-ball de la NBA affronte les Warriors de Golden State (?), l'autre célèbre franchise de basket-ball de la NBA. |      |